# Hubert Weber (Naturschützer)
Hubert Weber (* 30. Januar 1917 in Halbseit bei Hannsdorf; † 20. Mai 1997 in Calbe) war ein deutscher Forstmann und Naturschützer.

## Leben
Hubert Weber stammte  aus dem Sudetenland, das 1917 noch zu Österreich-Ungarn gehörte. Er interessierte sich schon als Abiturient für Ornithologie. In Eger besuchte er die Forstberufsschule. Nach der Besetzung des Sudetenlandes kam er nach Neustrelitz. Schon am ersten Tag des Zweiten Weltkriegs wurde er in Polen verwundet. Nach einem Aufenthalt im Lazarett erwarb er in Templin eine Ausbildung zum Revierförster.
Nach dem Ende des Weltkriegs übersiedelte er endgültig nach Deutschland. Er wirkte viele Jahre als engagierter, aber auch streitbarer Leiter der Naturschutzstation Serrahn. Er pflegte zahlreiche Kontakte zu prominenten Wissenschaftlern und DDR-Politikern, nutzte diese aber auch immer wieder für die Ziele des Naturschutzes.
Nach der Borkenkäfer-Kalamität 1947 in Thüringen wurde Weber die Aufgabe übertragen, ein „Beispielrevier der biologischen Schädlingsbekämpfung mit Hilfe von Singvögeln“ zu errichten. In Folge wurde der Bereich mehrfach aufgewertet und zum Naturschutzgebiet ernannt. Bis 1977 wurde das Gebiet im heutigen Müritz-Nationalpark auf Webers Betreiben auf 1817 Hektar erweitert.
Hubert Weber publizierte mehrere Beiträge zu seinen Beobachtungen über Kreuzschnäbel und Trauerschnäpper sowie über alte historische Vogelfangmethoden im bundesdeutschen Journal für Ornithologie. Er wurde dafür kritisiert, aber dennoch wurde Weber 1973 mit der Verdienstmedaille der DDR ausgezeichnet.